# Guayanilla
Guayanilla è una città di Porto Rico situata sulla costa meridionale dell'isola. L'area comunale confina a nord con Adjuntas, a est con Peñuelas e a ovest con Yauco. È bagnata a sud dalle acque del Mar dei Caraibi. Il comune, che fu fondato nel 1833, oggi conta una popolazione di quasi 25 000 abitanti ed è suddiviso in 17 circoscrizioni (barrios).